# Gołkowice Górne (gromada)
Gołkowice Górne – dawna gromada, czyli najmniejsza jednostka podziału terytorialnego Polskiej Rzeczypospolitej Ludowej w latach 1954–1972.
Gromady, z gromadzkimi radami narodowymi (GRN) jako organami władzy najniższego stopnia na wsi, funkcjonowały od reformy reorganizującej administrację wiejską przeprowadzonej jesienią 1954 do momentu ich zniesienia z dniem 1 stycznia 1973, tym samym wypierając organizację gminną w latach 1954–1972.
Gromadę Gołkowice Górne z siedzibą GRN w Gołkowicach Górnych utworzono – jako jedną z 8759 gromad na obszarze Polski – w powiecie nowosądeckim w woj. krakowskim, na mocy uchwały nr 26/IV/54 WRN w Krakowie z dnia 6 października 1954. W skład jednostki weszły obszary dotychczasowych gromad Gołkowice Dolne, Gołkowice Górne, Kadcza, Mostki i Skrudzina ze zniesionej gminy Stary Sącz w tymże powiecie. Dla gromady ustalono 21 członków gromadzkiej rady narodowej.
30 czerwca 1960 do gromady Gołkowice Górne przyłączono obszar zniesionej gromady Gaboń.
27 stycznia 1969 z gromady Gołkowice Górne wyłączono wieś Kadcza włączając ją do gromady Jazowsko.
Gromada przetrwała do końca 1972 roku, czyli do kolejnej reformy gminnej.